# Gubadli
Gubadli (en azerí: Qubadlı), conocida como Kashunik (en armenio: Քաշունիք) mientras estuvo bajo control armenio, es una localidad considerada ciudad fantasma de Azerbaiyán, capital del raión homónimo. La ciudad fue recuperada por Azerbaiyán el 25 de octubre de 2020 y consolidada tras el acuerdo de alto el fuego con que supuso el fin de la segunda guerra del Alto Karabaj. 
Según el orden "Sobre el establecimiento de días de las ciudades en los territorios de la República de Azerbaiyán liberados de la ocupación" firmado en julio de 2023 por el presidente de Azerbaiyán Ilham Aliyev cada año el 25 de octubre se celebrará solemnemente como día de la ciudad de Gubadli.

## Geografía
Se encuentra a una altitud de 477 m sobre el nivel del mar a lo largo del río Vorotán. 

## Historia
Gubadli fue parte del uyezd de Zangezur de la gobernación de Elizavétpol durante el Imperio ruso. Según los datos del censo de 1886, había 70 hogares y 326 azeríes (clasificados como "tártaros" en el censo) de la rama chiita del Islam en Gubadli. Según el "Calendario caucásico" de 1912, la aldea de Gubadli albergaba a 672 personas, la mayoría de las cuales eran azerbaiyanos (clasificados como "tártaros" en el censo).
Durante la era soviética, Gubadli fue primero parte del distrito de Zangilán de la RSS de Azerbaiyán, luego el centro administrativo del distrito de Gubadli, y de 1923 a 1930, también fue brevemente parte del uyezd de Kurdistán. Durante el período soviético temprano en 1933, Gubadli era parte del consejo de la aldea del mismo nombre en el distrito de Zangilán. Había 88 granjas en el pueblo y una población total de 346 personas. La población del consejo de la aldea, que incluía las aldeas de Gödəklər, Mahmudlu y Qayalı, era 97,1 por ciento azerbaiyana.
Gubadli recibió el estatus de asentamiento de tipo urbano en 1962 y el estatus de ciudad el 24 de julio de 1990. Albergaba una planta de asfalto, una granja avícola, una cantera de piedra, tres escuelas, dos bibliotecas públicas, un centro cultural, una sala de cine y un hospital. La ciudad tenía una población de 5.508 personas según el censo soviético de 1989.
Durante la primera guerra del Alto Karabaj, las fuerzas armenias ocuparon la aldea el 31 de agosto de 1993 y obligaron a la población azerí a huir. Más tarde se incorporó a la de facto República de Artsaj como parte de su provincia de Kashatag, donde se conocía como Kashunik, aunque también recibía los nombres de Sanasar (en armenio: Սանասար), y Vorotan (en armenio: Որոտան). 
Azerbaiyán recuperó la ciudad el 25 de octubre de 2020, durante la segunda guerra del Alto Karabaj de 2020.

## Demografía
Según estimación de 2010, el distrito de Gubadly contaba con 7304 habitantes.
|              | 1939      | 1939       | 1979      | 1979       | 2005      | 2005       |
| Grupo étnico | Población | Porcentaje | Población | Porcentaje | Población | Porcentaje |
| ------------ | --------- | ---------- | --------- | ---------- | --------- | ---------- |
| Azeríes      | 856       | 84,2%      | 3369      | 99,3%      | -         | -          |
| Rusos        | 84        | 8,3%       | 8         | 0,2%       | -         | -          |
| Ucranianos   | 7         | 0,7%       | 8         | 0,2%       | -         | -          |
| Armenios     | 60        | 5,9%       | 5         | 0,1%       | 600       | 100%       |
| Lezguinos    | 1         | 0,1%       | 4         | 0,1%       |           |            |
| Tártaros     | -         | -          | 1         | 0,1%       | -         | -          |
| Judíos       | 1         | 0,1%       | 1         | 0,1%       | -         | -          |
| Georgianos   | 1         | 0,1%       | -         | -          | -         | -          |
| Avares       | 1         | 0,1%       | -         | -          | -         | -          |
| Otros        | -         | -          | -         | -          | -         | -          |
| Total        | 1017      | 100%       | 3392      | 100%       | 600       | 100%       |

## Personajes ilustres
- Chingiz Ildyrym (1890-1937): comisario del Pueblo para Asuntos Militares y Navales de la República Socialista Soviética de Azerbaiyán (1920).[13]
- Niyamaddin Pashayev (1980): deportista azerí que fue campeón de Europa (2004, 2005) y del mundo (2001) de taekwondo.[14]
- Gueidar Mamedaliyev (1974): deportista ruso de origen azerí que obtuvo medalla de plata en lucha grecorromana en los JJOO de 2004.
- Shukur Hamidov (1975-2020): coronel de las Fuerzas Armadas de Azerbaiyán, Héroe nacional de Azerbaiyán. National Hero of Azerbaijan
- Mais Barjudarov (1976): mayor general de las Fuerzas Armadas de Azerbaiyán.

## Galería

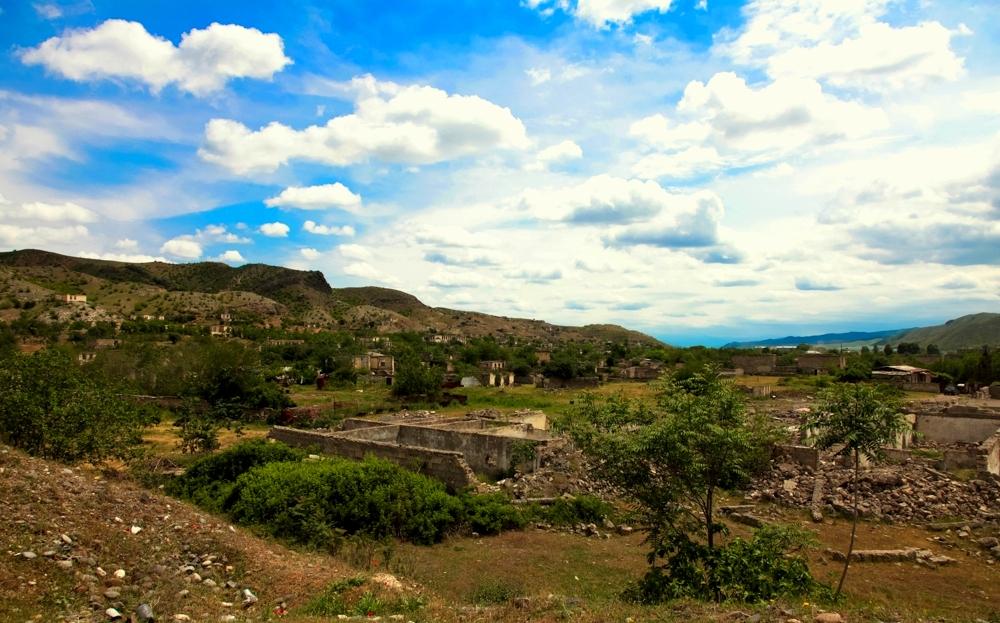
Ruinas de Gubadli
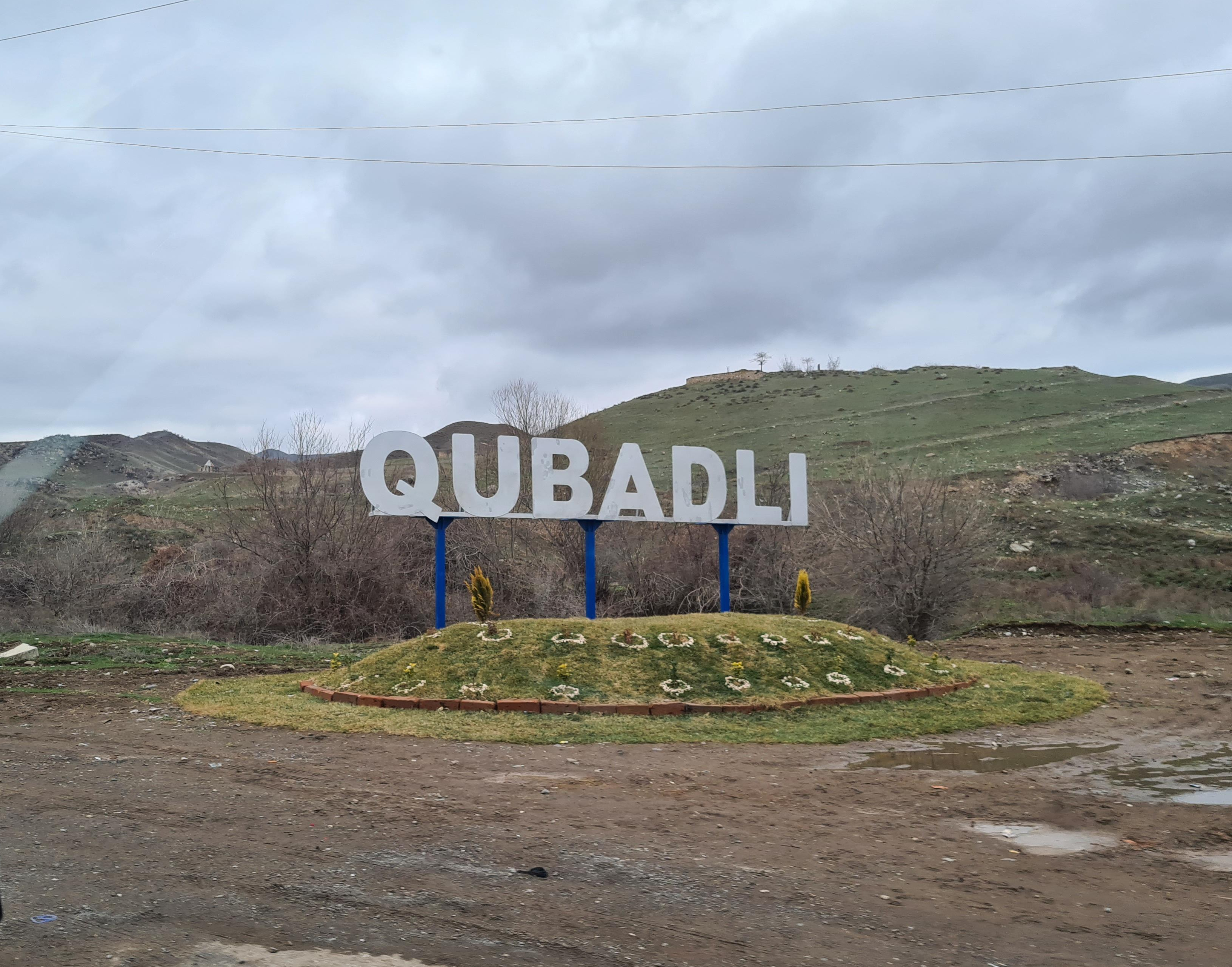
Cartel de entrada a la ciudad
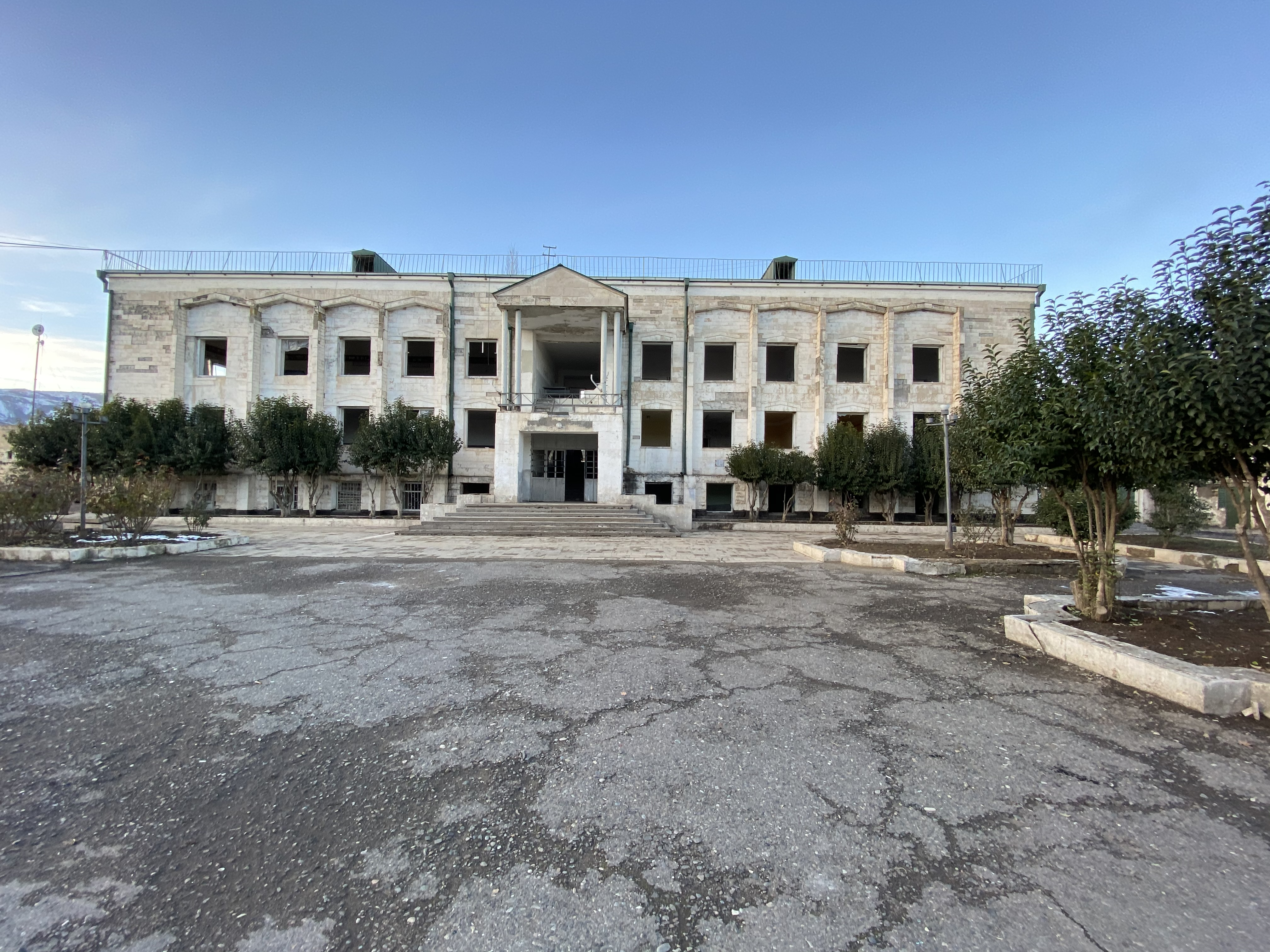
Edificio administrativo
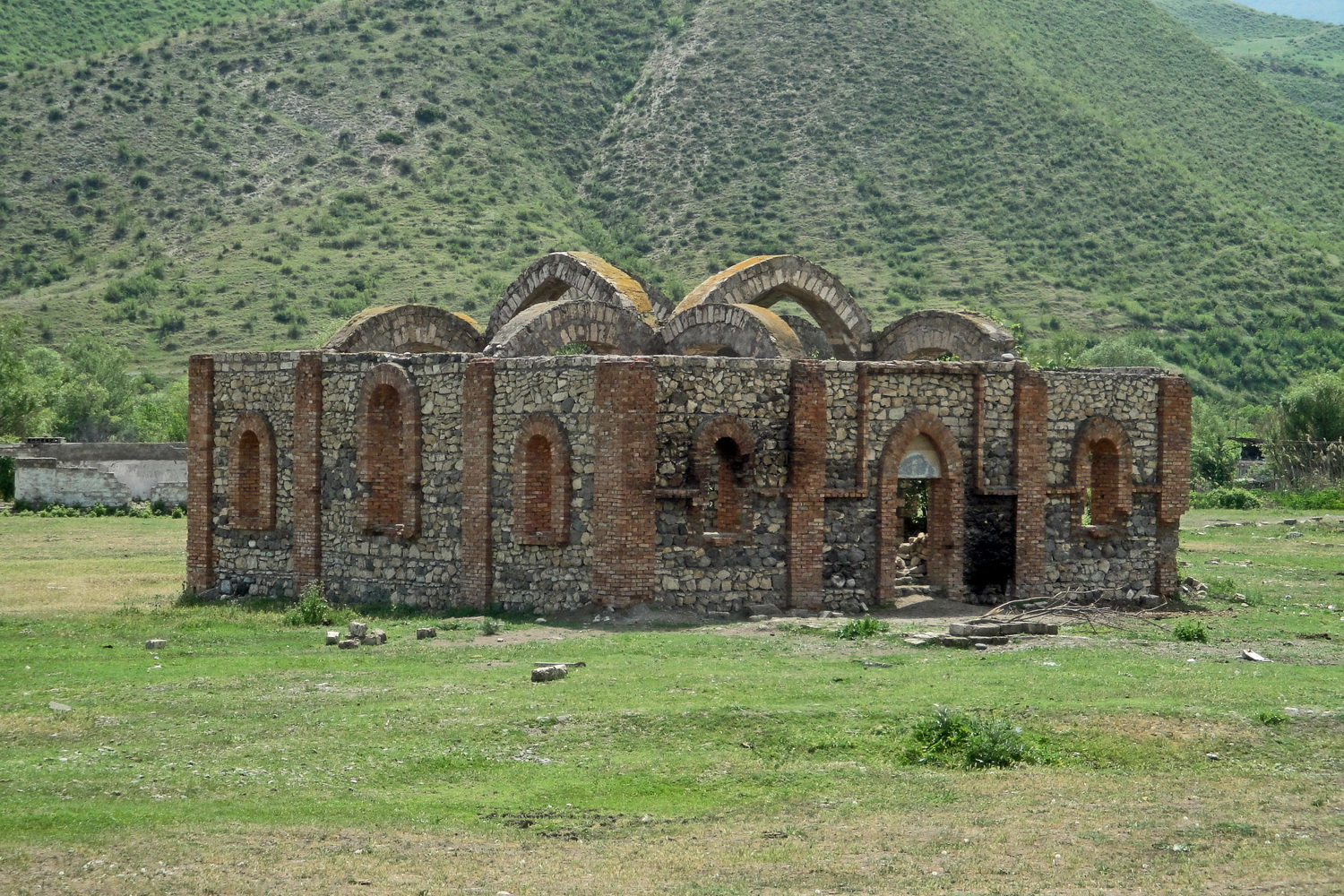
Edificio en ruinas en Gubadli
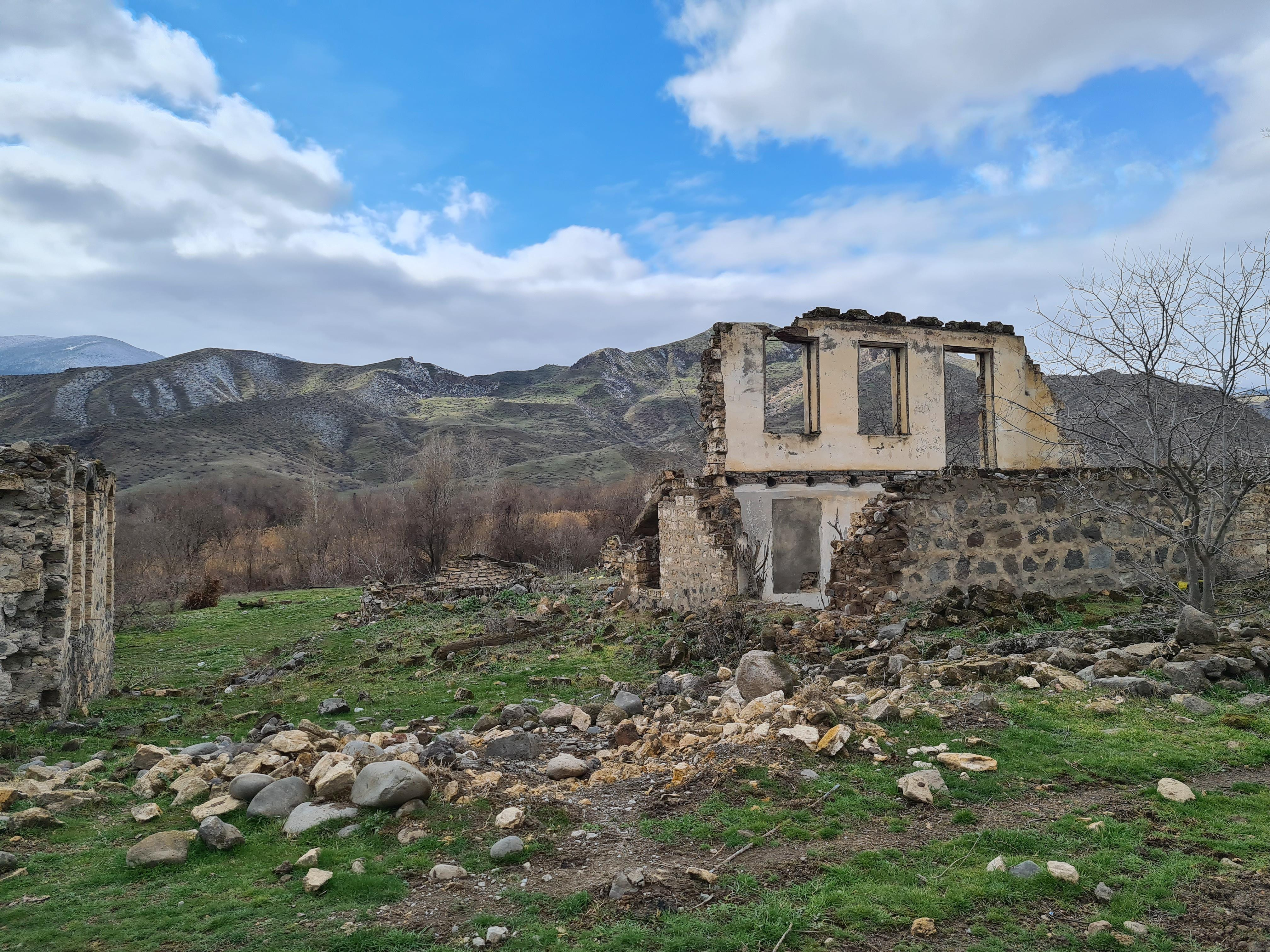
Ruinas
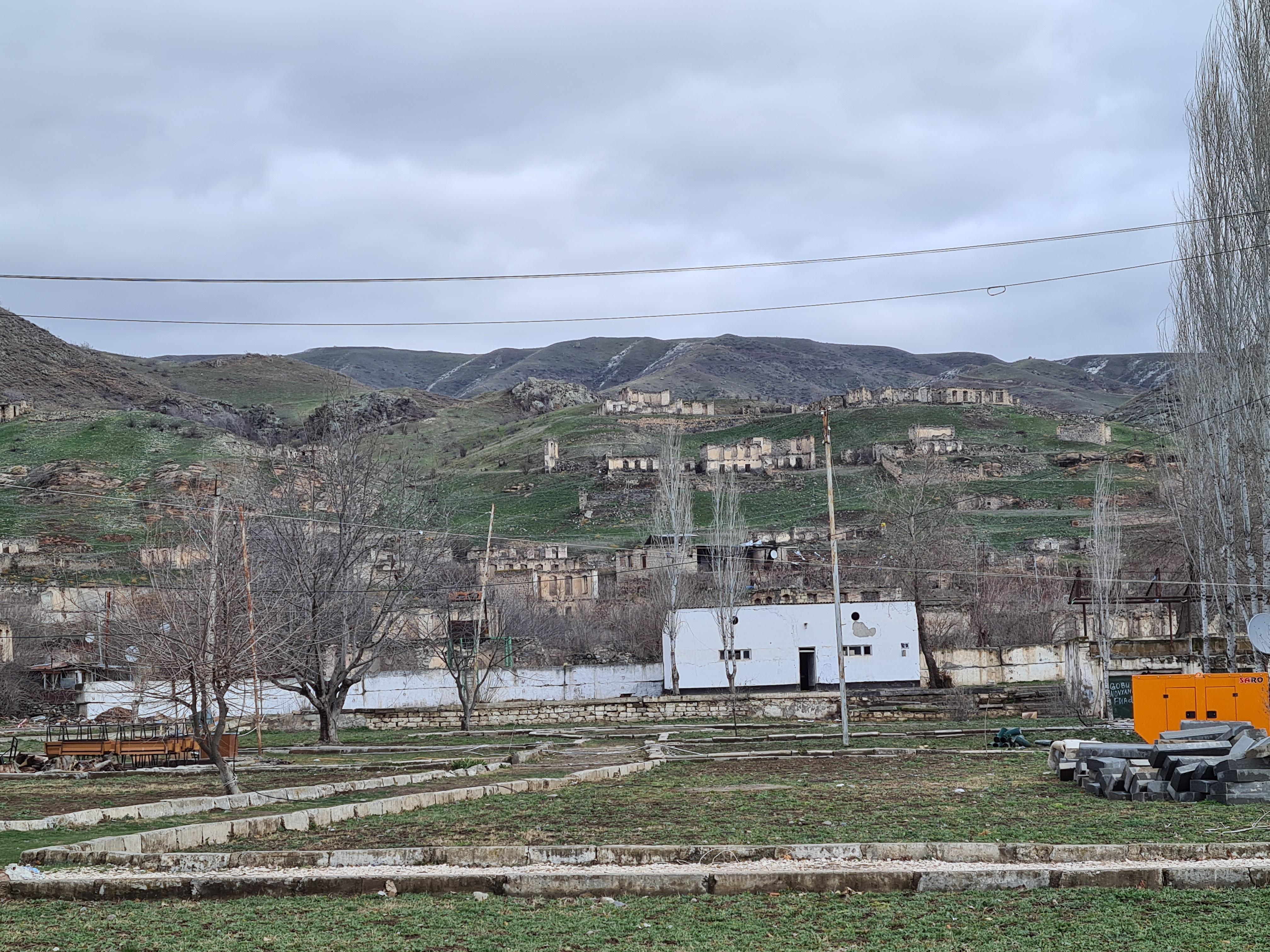
Reconstrucción de las casas de Gubadli